# 대전정림초등학교
대전정림초등학교는 대한민국 대전광역시 서구 정림동에 있는 초등학교다.

## 학교 연혁
- 1992년 5월 9일 대전정림국민학교 설립인가
- 1993년 3월 1일 대전정림국민학교 개교(27학급 편성)(유천, 복수에서 분리)
- 1996년 3월 1일 대전정림초등학교로 개칭(49학급 편성)
- 2003년 9월 1일 대전수미초등학교 분리
- 2020년 3월 1일 31학급 편성(특수1학급 포함)
- 2021년 3월 1일 32학급 편성(특수1학급 포함)

## 참고 자료
- 대전정림초등학교 - 한국교육학술정보원 학교알리미